# Hjärtum
Hjärtum – miejscowość (tätort) w Szwecji, w regionie administracyjnym (län) Västra Götaland, w gminie Lilla Edet.
Według danych Szwedzkiego Urzędu Statystycznego liczba ludności wyniosła: 385 (31 grudnia 2015), 386 (31 grudnia 2018) i 383 (31 grudnia 2019).